# Blauwe spar
De blauwe spar of blauwspar (Picea pungens) is een groenblijvende boom die behoort tot de dennenfamilie (Pinaceae). De soortaanduiding pungens heeft de boom te danken aan de scherp gepunte naalden. De boom wordt 25-30 m hoog en kan soms tot 46 m hoog worden. De blauwe spar komt van nature voor in de Rocky Mountains van Zuidoost-Idaho, Utah, Colorado, Arizona tot New Mexico en groeit op 1800-3000 m hoogte op berghellingen langs rivieren, waar ze voldoende water hebben. 
De geschubde schors is dun en schilfert in smalle platen van 5-10 cm lengte af. De vorm van de boom is omgekeerd kegelvormig, die bij oudere bomen meer cilindrisch wordt. De gewoonlijk behaarde scheuten zijn oranjebruin en hebben duidelijke bladkussentjes. De bladeren zijn naaldvormig, 1,5-3 cm lang, ruitvormig op dwarsdoorsnede en hebben een scherpe punt. De naalden zijn dof grijsgroen tot glimmend blauwgrijs. In wilde populaties varieert de kleur van boom tot boom sterk. Op de onderkant komen twee lichte strepen met huidmondjes voor.
De slanke cilindrische kegels hangen aan de takken en zijn 6-12 cm lang. In gesloten toestand zijn de kegels 2 cm en in open toestand 4 cm breed. De dunne papierachtige schubben zijn 2-2,4 cm lang en hebben een golvende rand. De kegels zijn roodachtig tot violet en kleuren bij het rijp worden lichtbruin. Vijf tot zeven maanden na bevruchting zijn de kegels rijp. De zwarte zaden zijn 3-4 mm lang en hebben een tere lichtbruine vleugel.

## Toepassingen
De blauwe spar is in siertuinen door de grijsblauwe naalden een van de meest aangeplante coniferen. Er bestaan zeer veel cultivars die speciaal zijn geselecteerd op blauwe naalden. Sommige cultivars zijn langzaam groeiende dwergvormen die vooral geschikt zijn voor kleine tuinen.
De blauwe spar wordt ook gebruikt als kerstboom, maar is door de scherpe naalden minder geschikt voor gezinnen met kinderen.

## Cultivars
- P. pungens 'Glauca'
- P. pungens 'Globosa'
- P. pungens 'Hoopsii'
- P. pungens 'Hoto'
- P. pungens 'Iseli Fastigiata'
- P. pungens 'Koster'
- P. pungens 'Oldenburg'
- P. pungens 'Thomsen'

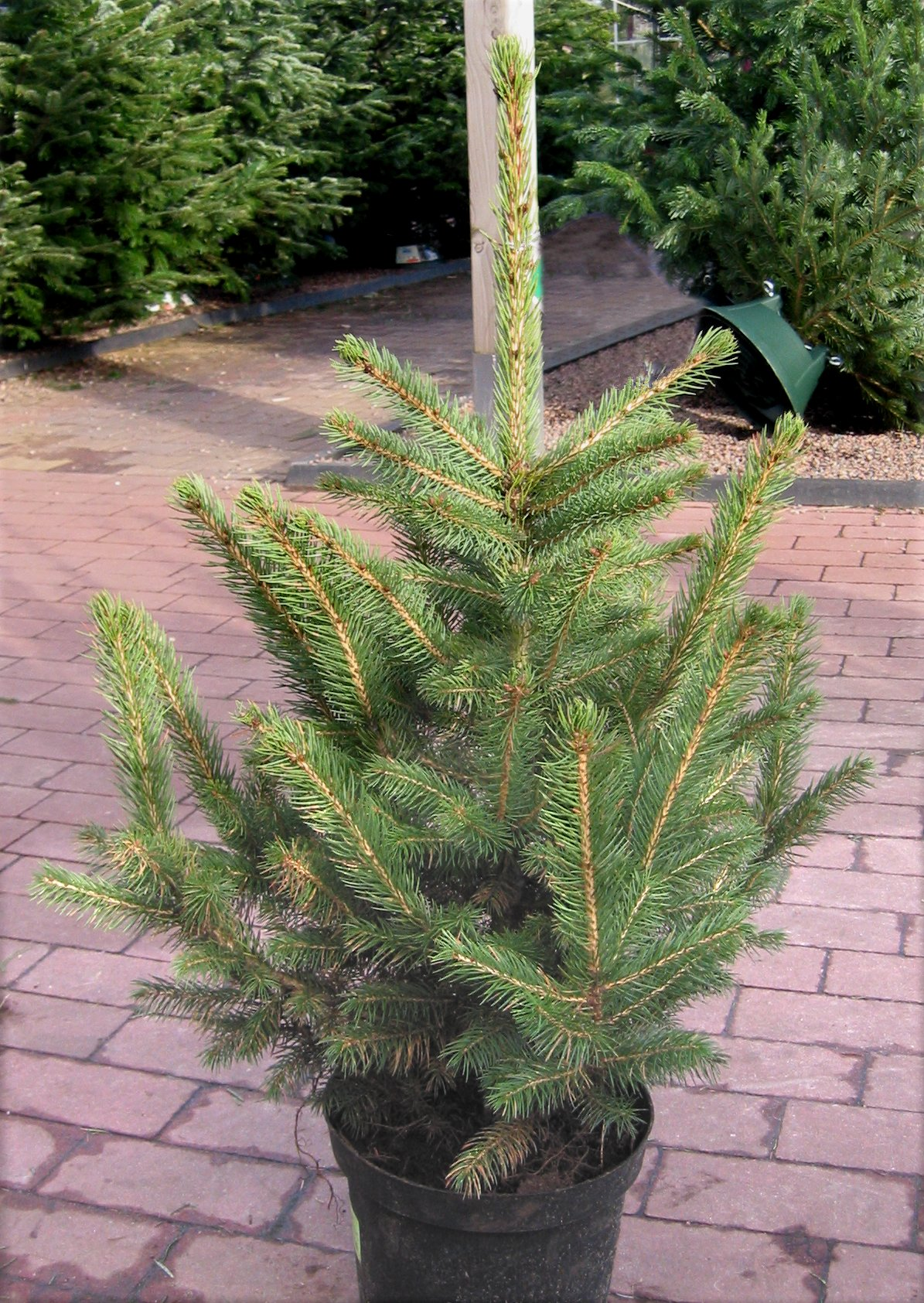
Picea pungens 'Glauca'
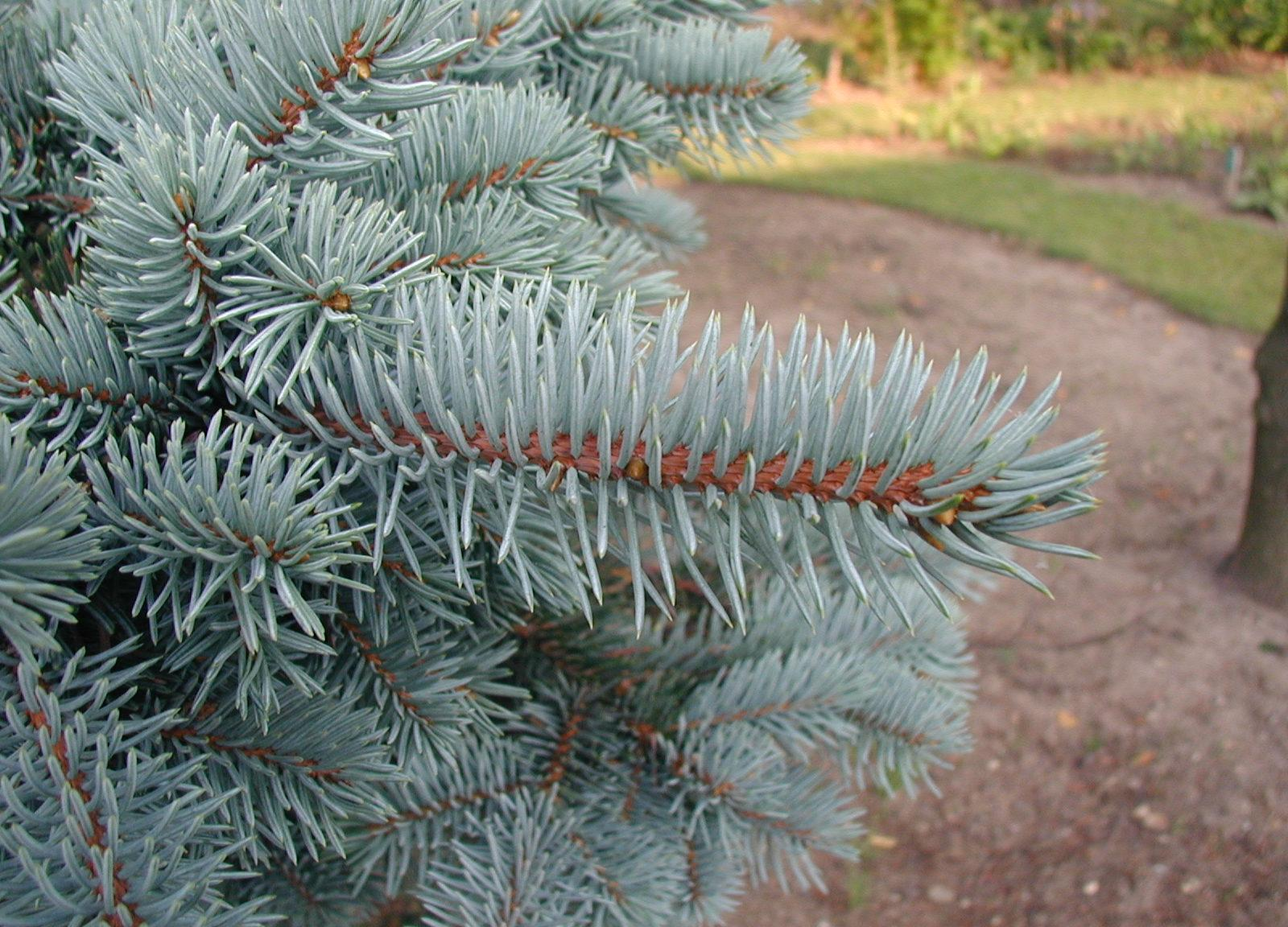
Naalden
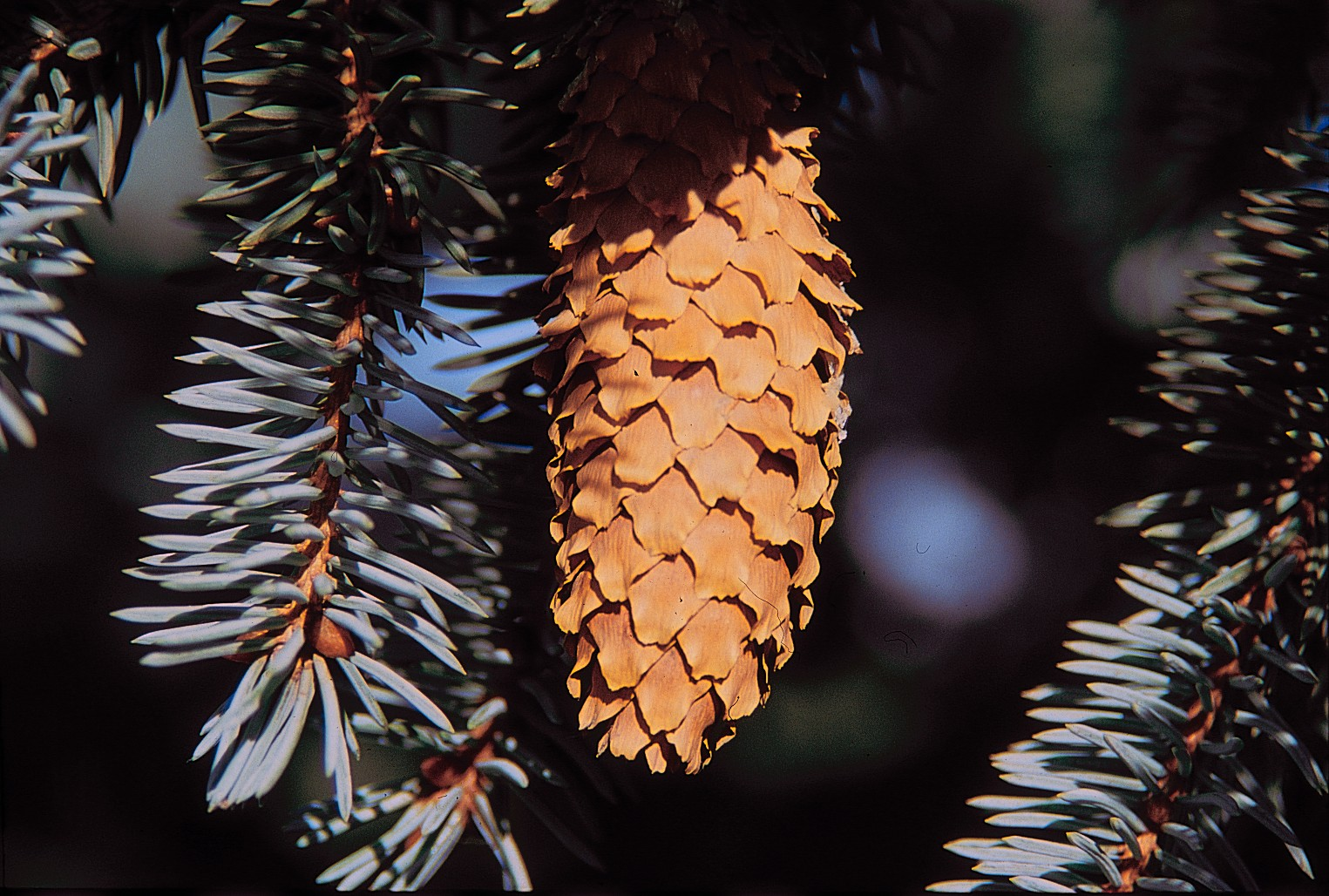
Kegel
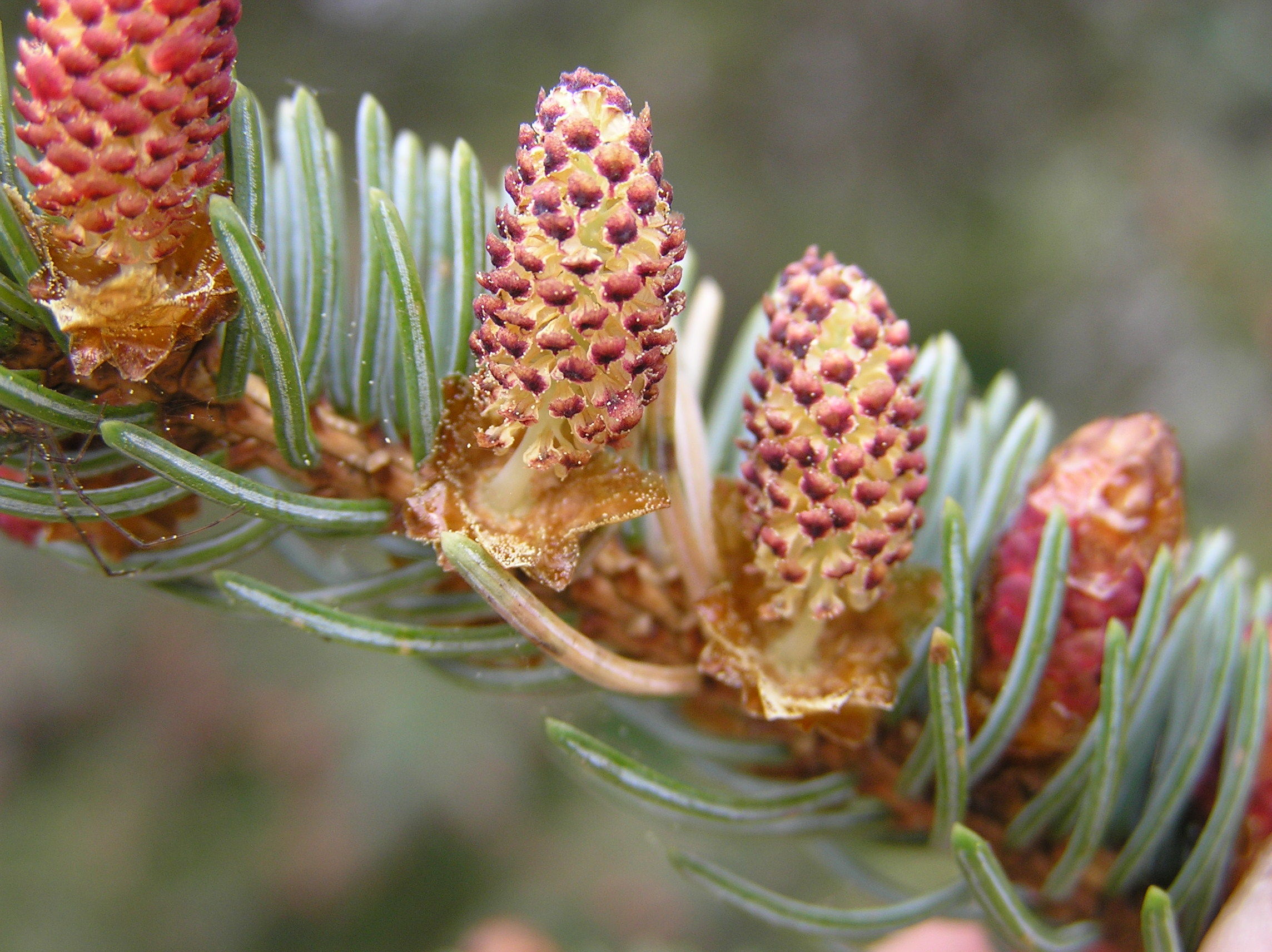
Mannelijke bloeiwijze
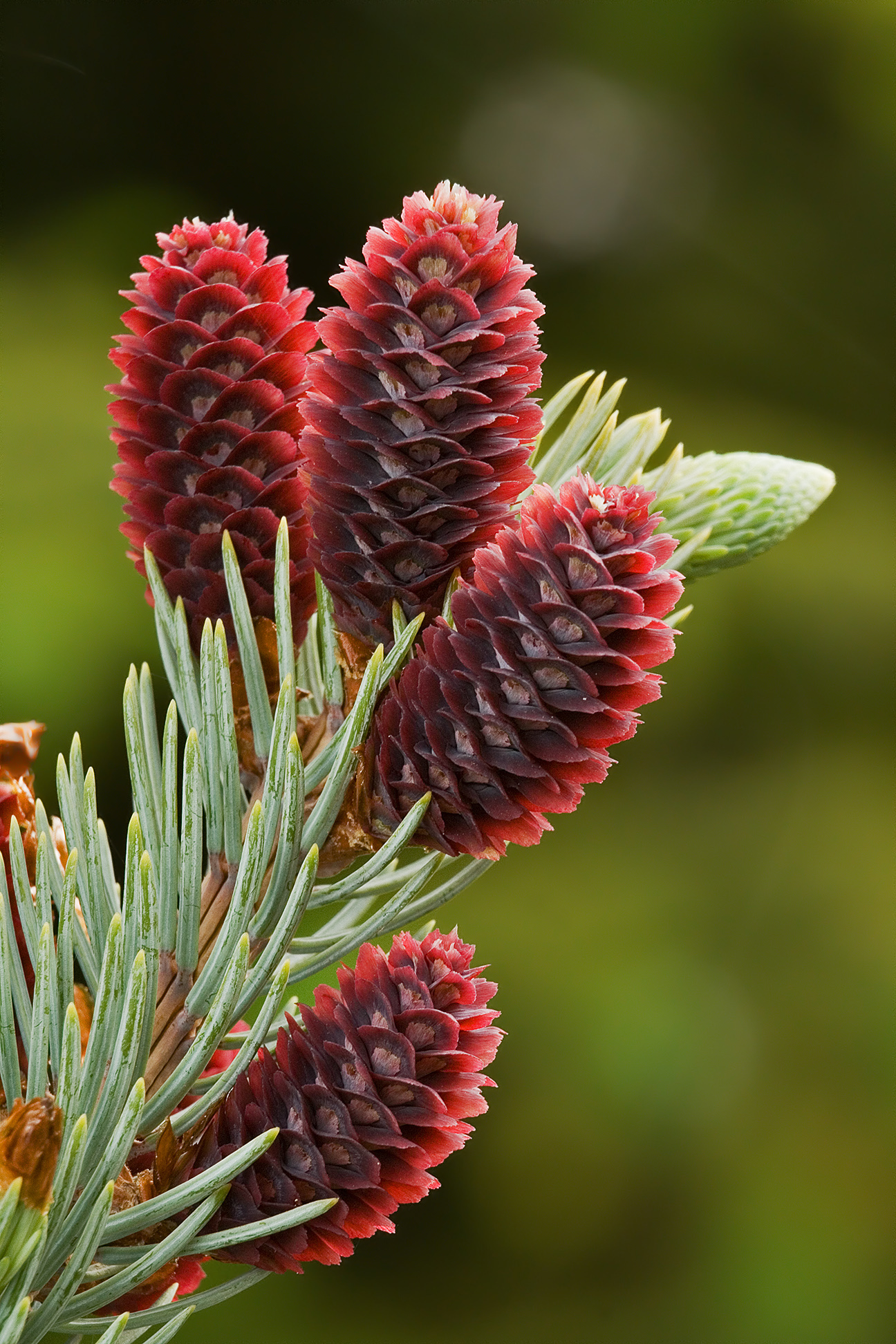
Jonge kegels